# Onyema Adigida
Onyema Adigida (7 de enero de 2000) es un deportista de los Países Bajos que compite en atletismo. Ganó una medalla de oro en el Campeonato Europeo de Atletismo Sub-20 de 2019, en la prueba de 200 m.